# Ludgeristraße (Münster)

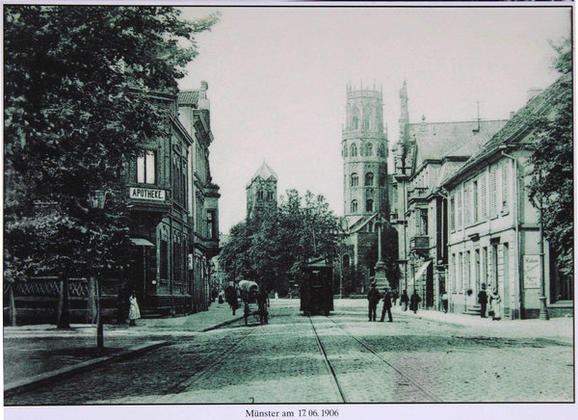
Ludgeristraße mit Stern-Apotheke und Ludgerikirche (1906)

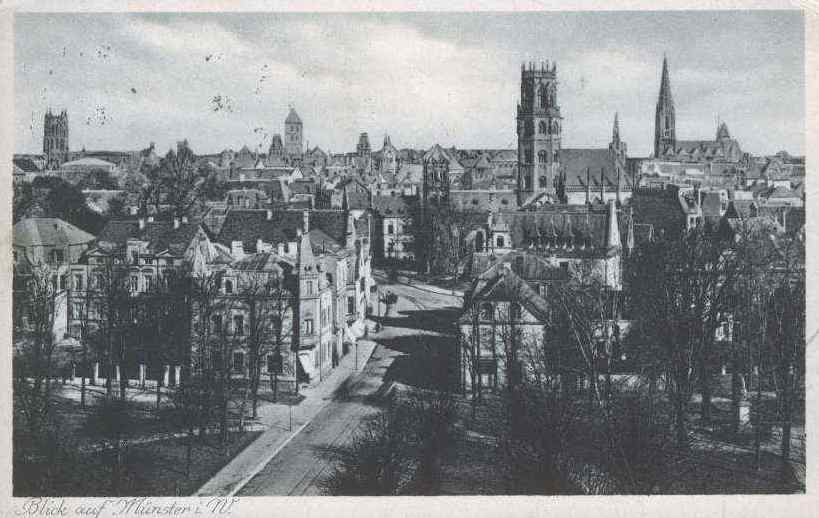
Postkarte: Blick vom Ludgeriplatz in die Ludgeristraße (etwa 1940)

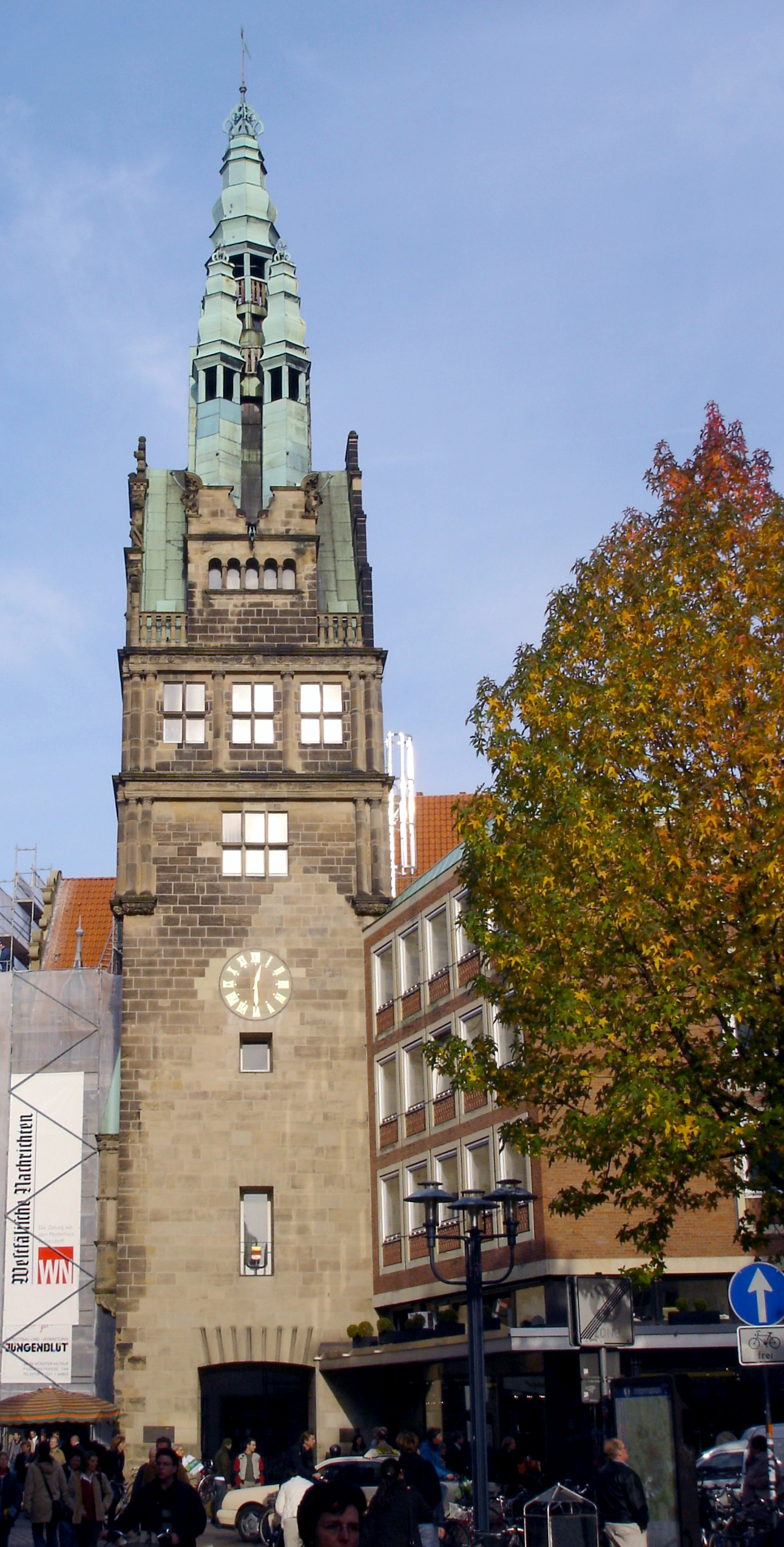
Der Stadthausturm von der Ludgeristraße aus gesehen

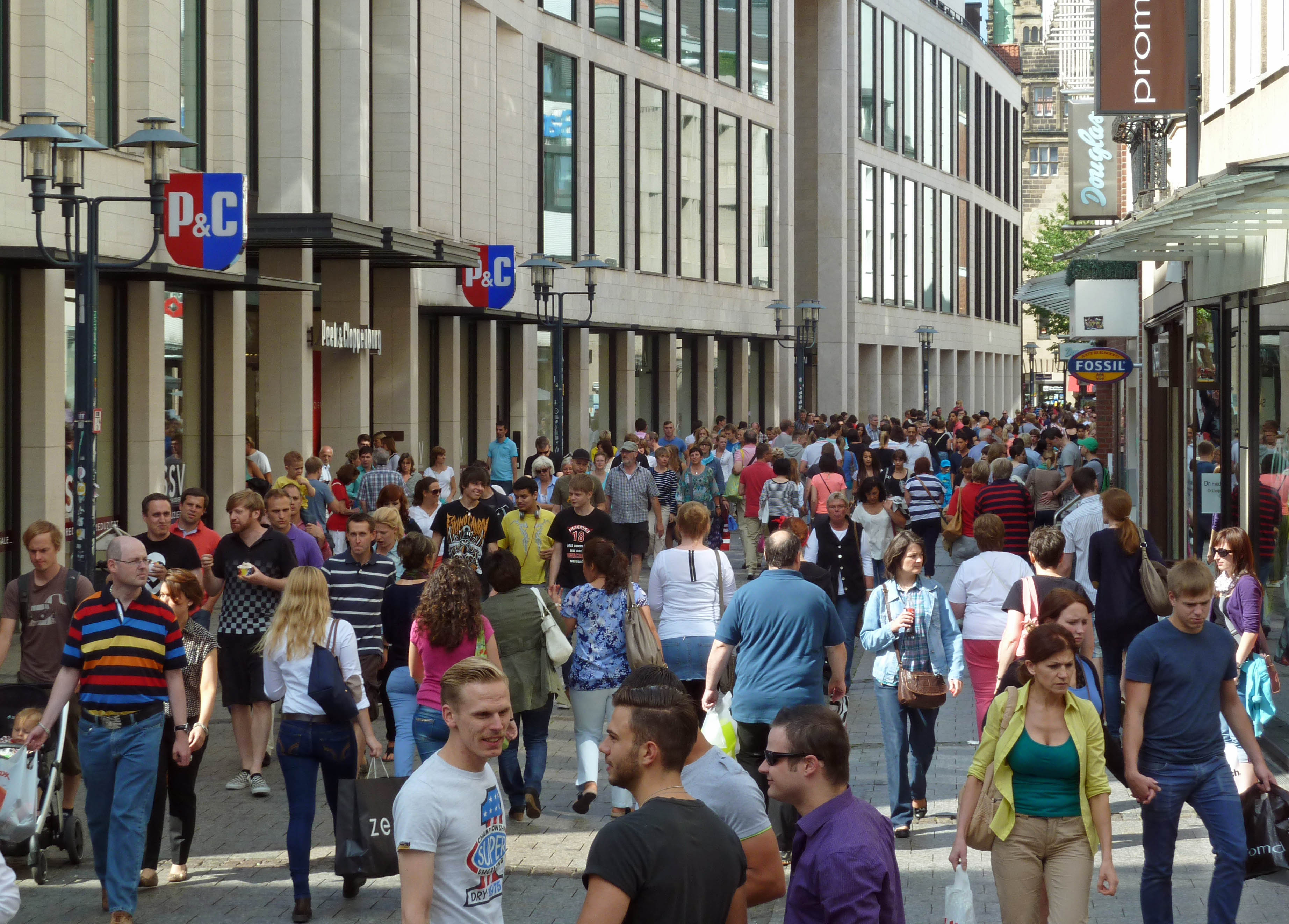
Münsters bestbesuchte Shoppingmeile an einem Samstag

Die Ludgeristraße ist die meistfrequentierte Einkaufsstraße im westfälischen Münster. Benannt ist sie nach dem friesischen Missionar Liudger, der 805 zum ersten Bischof von Münster geweiht wurde.
Die Ludgeristraße verläuft in Nord-Süd-Richtung beginnend am südlichen Ende des Prinzipalmarktes am Stadthausturm und den Münster-Arkaden, führt an der Ludgerikirche, dem Marienplatz und der Stern-Apotheke vorbei, kreuzt die Promenade und endet am Ludgeriplatz.
Die Shoppingmeile verzeichnet im bestfrequentierten Bereich zwischen Prinzipalmarkt und Verspoel einen Filialisierungsgrad von fast 90 Prozent.

## Geschichte
An der Ludgeristraße waren im Mittelalter zahlreiche Herbergen und Kneipen zu finden. Die älteste Ritterherberge war das Moder-Even-Haus in der heutigen Marievengasse, wo der Graf Dietrich von Volmarstein regelmäßig mit sieben Personen und 18 Pferden abstieg.
Mitte des 19. Jahrhunderts war im Gasthof „In der verkehrten Welt“ eine preußische Posthalterei eingerichtet. Albert Lortzing, der ab Herbst 1826 dem Hoftheater in Detmold angehörte, bewohnte ab Ende Dezember 1826 für sieben Jahre mit seiner Frau und seinen Kindern das obere Stockwerk dieses Gasthofs, weswegen dieses Gebäude heute den Namen „Lortzinghaus“ trägt.
Zudem lagen früher einige Adelshöfe an der Ludgeristraße, darunter der barocke Merveldter Hof mit der Hausnummer 36 als größter Adelshof der Stadt. Hier wurden den Kirchenbüchern von St. Ludgeri zufolge 35 Grafen und Gräfinnen des Merveldter Adelsgeschlechts zwischen 1718 und 1915 geboren, bevor der Hof im Zweiten Weltkrieg zerstört wurde.
Um das Jahr 1900 betrieb die Straßenbahn Münster eine Bahnlinie über die Ludgeristraße.
Bei Luftangriffen auf Münster im Zweiten Weltkrieg wurde ein Großteil der angrenzenden Bebauung zerstört. Im Juli 1945 waren große Teile der Ludgeristraße unter Trümmerhaufen begraben. Später wurde sie zunächst verkehrsberuhigt und schließlich 1969 in eine reine Fußgängerzone umgewandelt. Die Pflasterung wurde 1994 erneuert.
Heute sind die meisten Einzelhändler größeren Handelsketten gewichen. Zudem fehle es aufgrund der Mietpreise an gastronomischem Angebot. Zu den wenigen geschichtsträchtigen Einzelhändlern an der Ludgeristraßen zählt ein Weingeschäft auf Höhe des Marienplatzes, das nach Angaben in Münsters ältestem Adressbuch von 1863 zu damaliger Zeit bereits von Ferdinand Hassenkamp als „Colonialwarenladen“ betrieben wurde. Zudem ist bereits im Adressbuch von 1900 die „Conditorei und Cafe“ der Familie Krimphove sowie der Hofjuwelier J. C. Osthues verzeichnet.

## Passantenzählungen
Alljährlich messen die Wirtschaftsförderung Münster GmbH (WFM) und Jones Lang LaSalle in der Ludgeristraße die Passantenfrequenzen. Während die WFM das Kräfteverhältnis der innerstädtischen Straßen Münsters unter die Lupe nimmt, vergleicht das international agierende Immobilienunternehmen die stärksten Einkaufsstandorte in Deutschland.
2008 erreichte die Ludgeristraße bei Jones Lang LaSalle mit dem vierten Platz hinter der Schildergasse, der Kaufingerstraße und der Zeil erstmals eine Platzierung unter den zehn meistbesuchten Einkaufsstraßen Deutschlands mit 10.820 binnen einer Stunde gezählten Passanten. In den Vorjahren wurden regelmäßig zwischen 8.000 und 9.000 Passanten pro Stunde gezählt. 2009 wurden 9.390 Passanten pro Stunde gezählt. Platz 10 im bundesweiten Vergleich. 2010 passierten 8.270 Besucher die Ludgeristraße (Platz 14). 2011 ergab die Zählung 8.645 Passanten pro Stunde (Platz 14). 2012 verbesserte sich die Ludgeristraße in der bundesweiten Platzierung mit 9.420 Passanten pro Stunde auf Platz neun. In den Städten mit bis zu einer halben Million Einwohnern belegte die Ludgeristraße 2012 den ersten Platz bei der Passantenzählung. Etwa 63 % der Passanten entfallen auf die den nördlichen Teil der Ludgeristraße. Die samstags ermittelten Besucherzahlen liegen im Durchschnitt mehr als 80 % über den werktags ermittelten Spitzenwerten. Im Jahr 2013 zählte Jones Lang La Salle in der Ludgeristraße 6.825 Passanten pro Stunde (Platz 22). Engels & Völkers Commercial zählten an einem Samstag im Jahr 2013 4928 Passanten pro Stunde.
In der Passantenfrequenzmessung der Wirtschaftsförderung Münster liegt die Ludgeristraße seit vielen Jahren an führender Stelle, gefolgt vom Prinzipalmarkt und der Salzstraße. Bildeten die drei Straßen früher die Haupteinkaufsstraßen der Stadt, so hat sich mittlerweile ein Netz aus vielen gut bis sehr gut besuchen Straßen herausgebildet.